# لسکوواتس (لازارواتس)
لسکوواتس (به صربی: Leskovac) یک منطقهٔ مسکونی در صربستان است که در لازارواتس واقع شده‌است. لسکوواتس ۱۰٫۸۱ کیلومتر مربع مساحت و ۷۷۹ نفر جمعیت دارد و ۱۰۹ متر بالاتر از سطح دریا واقع شده‌است.